# Wacław Buczyński
Wacław Buczyński pseud. Wacek, Mały (ur. 17 września 1898 w Troszynie, zm. 10 listopada 1969 w Warszawie) – działacz komunistyczny, wicedyrektor Instytutu Kształcenia Kadr Naukowych.

## Życiorys

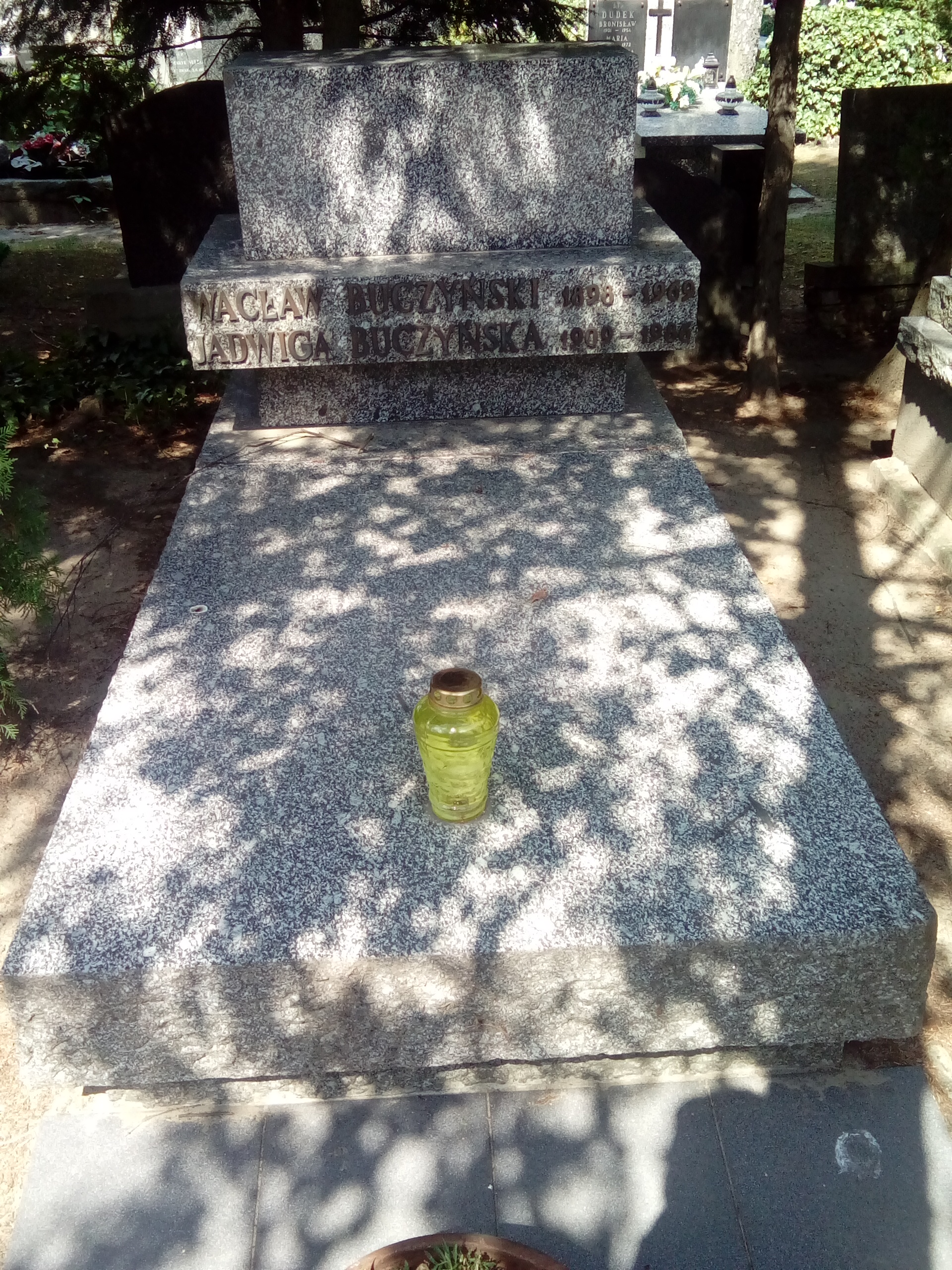
Grób Wacława Buczyńskiego na Cmentarzu Wojskowym na Powązkach

Syn małorolnego chłopa Antoniego. Skończył szkołę powszechną, po czym podjął pracę zarobkową jako robotnik. Od 1914 członek SDKPiL. Od 1915 do 1918 w Rosji. W Kamieńskiem wstąpił do Czerwonej Gwardii i brał udział w rewolucji październikowej. 1919–1920 służył w 33 pułku piechoty Wojska Polskiego w Łomży, następnie przeniósł się do Warszawy. W 1920 wstąpił do KPP, od 1925 członek Komitetu Dzielnicowego (KD) KPP na Pradze. Organizował komórki KPP wśród tramwajarzy i występował na wiecach i zebraniach działaczy komunistycznych. 1929 współorganizował Związek Zawodowy Tramwajarzy m.st. Warszawy i został członkiem jego zarządu. Brał udział w organizowaniu i kierowaniu strajkami warszawskich tramwajarzy w 1931 i 1935 z ramienia Lewicy Związkowej. Członek komitetów strajkowych i kilkakrotnie delegat robotniczy. Kilkakrotnie aresztowany i zwalniany z pracy. Od 1940 w Wyszkowie, gdzie do 1941 wraz z m.in. Grzegorzem Cytryniakiem organizował koła Stowarzyszenia Przyjaciół ZSRR. Od maja 1942 członek KD PPR w Wyszkowie. Współorganizował oddziały partyzanckie Gwardii Ludowej w powiecie wyszkowskim i wiele akcji zbrojnych, w których niekiedy sam brał udział, m.in. 16 listopada 1943 w akcji na urząd pocztowy w Wyszkowie, gdzie skonfiskowano pieniądze i niemiecką korespondencję. W końcu lutego 1944 na posiedzeniu konspiracyjnej Powiatowej Rady Narodowej (PRN) w Wyszkowie został przewodniczącym Prezydium Rady. Od końca stycznia 1945 sekretarz miejski PPR w Grodzisku Mazowieckim, a od kwietnia 1945 instruktor Wydziału Organizacyjnego KC PPR. Uczestnik I Zjazdu PPR w grudniu 1945. W l. 1948–1950 dyrektor uzdrowiska w Polanicy, następnie mimo braku wykształcenia został wicedyrektorem Instytutu Kształcenia Kadr Naukowych przy KC PZPR. Od 1952 starszy instruktor Wydziału Administracyjnego KC, a od 1955 kierownik Referatu ds. Działaczy Ruchu Robotniczego. Od 1964 na rencie dla zasłużonych.
Odznaczony m.in.  Orderem Sztandaru Pracy I klasy (1959), Orderem Krzyża Grunwaldu III klasy i Krzyżem Komandorskim Orderu Odrodzenia Polski. Pochowany na wojskowych Powązkach (kwatera 2A-tuje-10).